# Philodendron grayumii
Philodendron grayumii är en kallaväxtart som beskrevs av Thomas Bernard Croat. Philodendron grayumii ingår i släktet Philodendron och familjen kallaväxter. Inga underarter finns listade.